# Jessica Bowman
Jessica Bowman, właśc. Jessica Robyn Bowman (ur. 26 lipca 1980 r. w Walnut Creek) – amerykańska aktorka, laureatka Nagrody Młodych Artystów.

## Filmografia
- 2004: 50 pierwszych randek (50 First Dates)
- 2002: Pasażer (Derailed) jako Bailey Kristoff
- 2001: Dr Quinn. Serce na dłoni (Dr. Quinn, Medicine Woman: The Heart Within) jako Colleen Cooper-Cook
- 2001: Prześladowca (Joy Ride) jako Charlotte
- 1999: Więzy śmierci (Lethal Vows) jako Sarah Farris
- 1998: Sprawa sercowa (Young Hearts Unlimited) jako Lissa
- 1998: Śniadanie z Einsteinem (Breakfast with Einstein) jako Marlena
- 1998: Someone to Love Me: A Moment of Truth Movie jako Cayley Young
- 1995: Rodzinne tajemnice (Secrets) jako Anna Berter
- 1993-2005: Nowojorscy gliniarze (NYPD Blue) jako Allison Davis (gościnnie)
- 1993-1998: Doktor Quinn (Dr. Quinn, Medicine Woman) jako Colleen Cooper/Cook
- 1993: Elektryczne szaleństwo (Remote) jako Judy
- 1989-2001: Słoneczny patrol (Baywatch) jako Kirstie Morgan (gościnnie)